# Murad Umachanov
Murad Umachanov (rusky Мурад Умаханов) nebo (francouzsky Mourad Oumakhanov), (* 3. leden 1977 v Chasavjurtu, Sovětský svaz) je bývalý ruský zápasník volnostylař avarské národnosti. Olympijský vítěz z roku 2000.

## Sportovní kariéra
Volnému stylu se věnoval od 12 let společně se svými bratry Bagautdinem a Šamilem. Připravoval se v Chasavjurtu pod vedením Magomeda Gusejnova. Členem ruské seniorské reprezentace byl od roku 1997. V roce 1999 přešel do vyšší pérové váhy, ve které se v roce 2000 kvalifikoval na olympijské hry v Sydney. V základní skupině porazil největšího favorita Ukrajince Elbruse Tedejeva a ve vyřazovacích bojích těžil ze své výborné fyzické přípravy. Ve finále v závěru přepral Bulhara Serafima Barzakova a získal zlatou olympijskou medaili. Medaili věnoval svému bratru Šamilovi, který zahynul v roce 1998 při kolapsu tribuny během ruského mistrovství v Nalčiku. V období do roku 2003 se vrcholově zápasu nevěnoval. Vrátil se s blížícími se olympijskými hrami v Athénách v roce 2004, vyladil formu na ruský nominační turnaj (ruské mistrovství) a zvítězil. Do Athén si však formu nepřinesl a skončil v základní skupině. Následně ukončil sportovní kariéru.

## Výsledky
| Turnaj             | 1997      | 1998      | 1999        | 2000        | 2001        | 2002        | 2003        | 2004        |
| Turnaj             | 20        | 21        | 22          | 23          | 24          | 25          | 26          | 27          |
| Turnaj             | bantamová | bantamová | pérová váha | pérová váha | pérová váha | pérová váha | pérová váha | pérová váha |
| ------------------ | --------- | --------- | ----------- | ----------- | ----------- | ----------- | ----------- | ----------- |
| Olympijské hry     |           |           |             | 1.          |             |             |             | 10.         |
| Mistrovství světa  | 4.        | 5.        | 18.         |             | —           | —           | —           |             |
| Mistrovství Evropy | 3.        | 2.        | 3.          | 1.          | —           | —           | —           | —           |